# Reformiertes Pfarrhaus Oberwinterthur

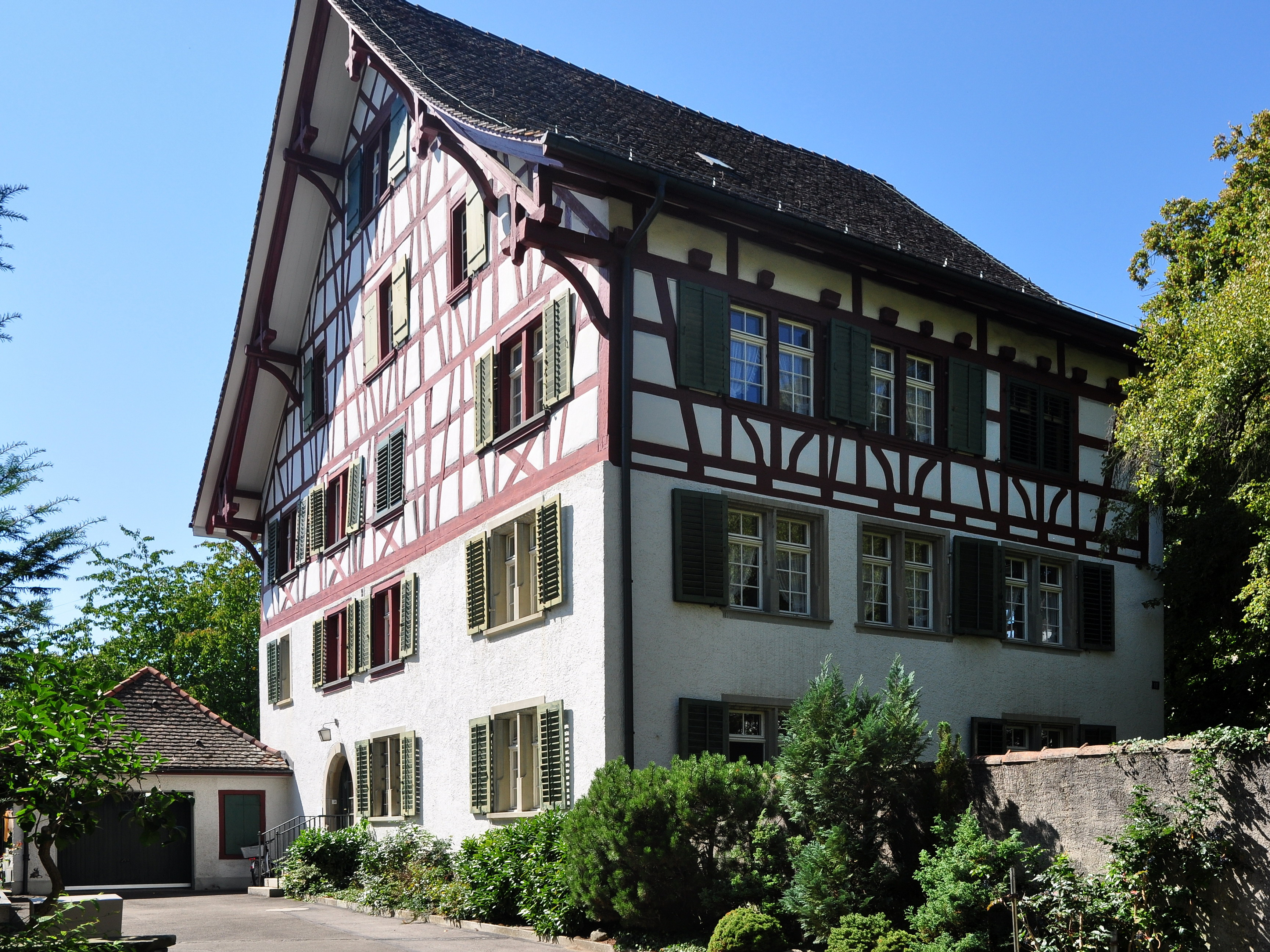
Reformiertes Pfarrhaus Oberwinterthur

Das Reformierte Pfarrhaus Oberwinterthur steht in der Schweizer Stadt Winterthur auf dem Oberwinterthurer Kirchhügel, dem sogenannten «Hohland», nordwestlich der Reformierten Kirche St. Arbogast. Es ist ein Kulturgut von regionaler Bedeutung.

## Baugeschichte
Ursprünglich diente das «Hohlandhaus», ein aus dem 12. Jahrhundert stammendes Gebäude, als Pfarrhaus. Im 18. Jahrhundert wurde das heutige Reformierte Pfarrhaus Oberwinterthur gebaut und löste 1754 das «Hohlandhaus» in seiner Funktion ab, welches als Bauernhaus genutzt wurde. Das Reformierte Pfarrhaus Oberwinterthur soll durch Tausch gegen das «Hohlandhaus» durch die Stadt Winterthur erworben worden sein.

### Renovation im Jahr 1939
In der ersten Hälfte des 20. Jahrhunderts richtete sich die Denkmalpflege grösstenteils nach dem Ideal der Landesverteidigung und des Heimatkults aus. Anders ist der Ansatz der heutigen Denkmalpflege, bei der es um die Konservierung überlieferter historischer Bausubstanz geht. Bei den Renovationsarbeiten im Jahr 1939 wurde das Reformierte Pfarrhaus Oberwinterthur breiter gemacht, aufgestockt und der Dachfirsts angehoben. Aus Sicht der heutigen Denkmalpflege bedeutet dies einen zu grossen Eingriff in die bauzeitliche Gestalt. Jedoch steht dieser Eingriff für ein bedeutendes Zeugnis in Bezug auf das Verständnis von Denkmalpflege aus der ersten Hälfte des 20. Jahrhunderts.

### Renovationen nach 1950
Renovationen aus dem Jahr 1951 legten das Riegelwerk des Obergeschosses frei. Vier Jahre später, 1955, kam eine provisorische Garage auf dem Grundstück hinzu. Im Jahr 1966 wurde das Gebäude mit sanitärer Anlage und Heizung ausgestattet, das einstige Waschhaus in eine Garage umgebaut und auf der Nordseite eine gedeckte Gartenlaube installiert. Im Jahr 1992 renovierte man die Fassade.

## Gebäude

### Äussere Erscheinung
Das Reformierte Pfarrhaus Oberwinterthur ist ein dreigeschossiger Giebelbau und zudem ein Mischbau, eine Verbindung von Fachwerk- und Steinbau. Das Erdgeschoss und das erste Obergeschoss sind massiv gemauert und die Geschosse darüber sind in Fachwerk aufgeführt.
Das Satteldach ist mit einer stattlichen Stützkonstruktion für Vordächer ausgestattet. Diese ist nach einer besonderen zimmerhandwerklichen  Konstruktion gebaut, die in der Region Zürich als «Züri-Vieri» bekannt ist und ab dem 17. Jahrhundert bis heute angewendet wird.

### Innenräume
Erhalten sind Täfelungen, Parkette, sowie Türen und Wandschränke mit Belägen. Der Kellerboden ist mit Tonplatten ausgestattet und im Keller befinden sich die Reste eines Mauerwerks aus römischer Zeit. Auf dem heutigen Kirchhügel wurde im Jahr 294 ein Kastell zu militärischem Schutz befestigt. Nach Abzug der Römer begann das Kastell ab dem fünften Jahrhundert allmählich zu zerfallen.